# Gobioolithus
Gobioolithus é um oogênero de ovos fósseis de aves nativo da Mongólia. São ovos pequenos, de casca lisa e alongados, descobertos inicialmente nas décadas de 1960 e 1970 durante expedições de caça a fósseis no deserto de Gobi. Duas ooespécies foram descritas: Gobioolithus minor e G. major. Provavelmente, esses ovos foram depositados em locais de nidificação colonial às margens de rios e lagos.
G. minor é notável por frequentemente conter esqueletos embrionários da ave Gobipipus (grupo Enantiornithes). Esses embriões apresentam asas bem desenvolvidas, sugerindo que seriam capazes de voar logo após a eclosão, ao contrário da maioria das aves modernas.

## Descrição

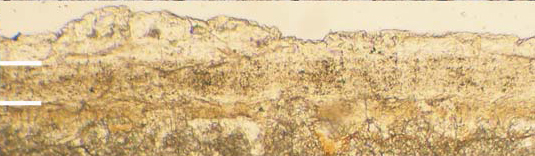
Corte fino da casca de G. minor

Os ovos de Gobioolithus são pequenos, com casca lisa, e têm formato assimétrico, semelhante a muitos ovos de aves modernas, com uma extremidade mais pontiaguda que a outra. As duas ooespécies são diferenciadas principalmente pelo tamanho: G. major mede de 50 a 53,5 mm de comprimento e 25 a 32 mm de largura, com uma casca de 0,2 a 0,4 mm de espessura, enquanto G. minor tem 30 a 46 mm de comprimento por 20 a 24 mm de largura, com casca de 0,1 a 0,2 mm de espessura.
A microestrutura da casca de Gobioolithus não foi exaustivamente estudada, e a forte recristalização da maioria dos espécimes dificulta a análise da estrutura da casca ou do sistema de poros. A casca é composta por duas (ou possivelmente três) camadas estruturais. A camada interna, chamada camada mamilar, tem cerca da metade da espessura da camada externa, ou contínua. Externamente, muitos espécimes apresentam uma camada recristalizada. Isso pode ser resultado de diagênese ou representar uma verdadeira zona externa, que é uma terceira camada presente na maioria dos ovos de aves, mas rara em dinossauros não-avianos. Contudo, alguns espécimes não afetados pela recristalização não apresentam essa terceira camada, embora isso não descarte a possibilidade de que a casca originalmente tivesse três camadas, já que a camada externa pode se separar facilmente do restante da casca. Esses espécimes também revelam um sistema de poros angusticanaliculado, com baixa densidade de poros, que são longos, estreitos e retos.
Styloolithus, outro ovo fóssil de ave do grupo Enantiornithes do deserto de Gobi, difere de Gobioolithus por ser maior e ter uma casca mais espessa, com uma camada mamilar proporcionalmente menor. Ovos da família Laevisoolithidae [en], também ovos do grupo Enantiornithes, são maiores que Gobioolithus, mas possuem uma camada mamilar muito mais espessa.

### Embriões

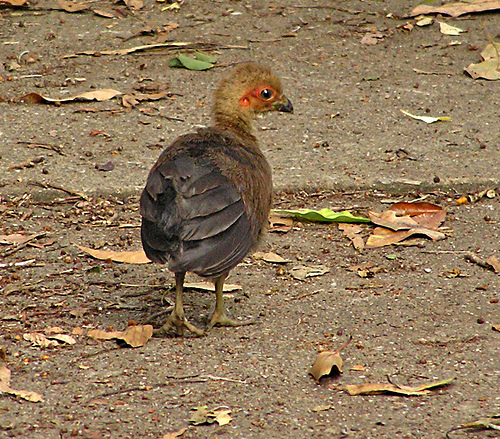
Filhote moderno de megápode (peru-do-mato) com asas bem desenvolvidas, semelhante aos embriões de Gobioolithus.

Muitos espécimes de Gobioolithus minor contêm restos embrionários do gênero Gobipipus. Esses embriões possuem esqueletos bem ossificados, indicando que estavam em um estágio avançado de desenvolvimento ao morrerem. Suas asas e ombros são particularmente bem desenvolvidos. Apenas os megápodes modernos e a andorinha-do-mar-anã apresentam um grau comparável de ossificação embrionária nos ossos dos braços e ombros. É provável que os filhotes de Gobipipus, assim como os megápodes e andorinhas-do-mar-anãs, fossem capazes de voar logo após a eclosão.
Não há embriões conhecidos em ovos de G. major, mas presume-se que foram depositados por um tipo semelhante de ave.

### Ninhos
Os ovos de Gobioolithus provavelmente foram depositados em ninhos abertos às margens de rios ou lagos efêmeros, que podiam inundar frequentemente as áreas de nidificação e enterrar os ovos. A distribuição dos ovos sugere que havia um local de nidificação colonial de longo prazo na localidade de Khermeen Tsav, na formação Barun Goyot. Na localidade de Bayn-Dzak, os ovos estão tipicamente organizados em ninhadas, enquanto em outros locais estão espalhados aleatoriamente, cada um orientado quase verticalmente no substrato. Os ovos solitários podem ter sido depositados e enterrados individualmente, semelhante aos hábitos de nidificação dos megápodes modernos. Também é possível que tenham sido originalmente depositados em ninhadas, mas inundações os separaram e os depositaram verticalmente à medida que o nível da água diminuía. Danos por água também explicariam por que as cascas de Gobioolithus frequentemente apresentam forte recristalização.

## Classificação
De acordo com o sistema parataxonômico usado para classificar ovos fósseis, Gobioolithus é classificado na oofamília Gobioolithidae, que, por sua vez, pertence ao morfotipo prismático (também chamado morfotipo neognata) do tipo básico ornitóide. Uma análise cladística realizada por Varricchio e Barta (2015) (mostrada abaixo) considerou Gobioolithus como grupo-irmão de Styloolithus. Contudo, eles consideraram Styloolithus suficientemente distinto de Gobioolithus para justificar sua exclusão da Gobioolithidae.

|  | \| \| Prismatoolithus [en] levis \| \| \| \| \| \| Ovos Troodon \| \| \| \| |
|  |                                                                             |
|  | Prismatoolithus gebiensis                                                   |
|  |                                                                             |
|  | Protoceratopsidovum [en] sincerum                                           |
|  |                                                                             |
|  | Prismatoolithus [en] levis                                                  |
|  |                                                                             |
|  | Ovos Troodon                                                                |
|  |                                                                             |

|  | Prismatoolithus [en] levis |
|  |                            |
|  | Ovos Troodon               |
|  |                            |

|  | Parvoolithus [en] tortuosus |
|  |                             |
|  | Ovos Neognathae             |
|  |                             |

|  | Gobioolithus minor   |
|  |                      |
|  | Styloolithus sabathi |
|  |                      |

|  | Parvoolithus [en] tortuosus |
|  |                             |
|  | Ovos Neognathae             |
|  |                             |

|  | Gobioolithus minor   |
|  |                      |
|  | Styloolithus sabathi |
|  |                      |

|  | \| \| Prismatoolithus [en] levis \| \| \| \| \| \| Ovos Troodon \| \| \| \| |
|  |                                                                             |
|  | Prismatoolithus gebiensis                                                   |
|  |                                                                             |
|  | Protoceratopsidovum [en] sincerum                                           |
|  |                                                                             |
|  | Prismatoolithus [en] levis                                                  |
|  |                                                                             |
|  | Ovos Troodon                                                                |
|  |                                                                             |

|  | Prismatoolithus [en] levis |
|  |                            |
|  | Ovos Troodon               |
|  |                            |

|  | Parvoolithus [en] tortuosus |
|  |                             |
|  | Ovos Neognathae             |
|  |                             |

|  | Gobioolithus minor   |
|  |                      |
|  | Styloolithus sabathi |
|  |                      |

|  | Parvoolithus [en] tortuosus |
|  |                             |
|  | Ovos Neognathae             |
|  |                             |

|  | Gobioolithus minor   |
|  |                      |
|  | Styloolithus sabathi |
|  |                      |

## Distribuição
Gobioolithus é encontrado no deserto de Gobi, na Mongólia, especificamente nas formações Barun Goyot e Djadokhta, na bacia de Nemegt, datadas do Cretáceo Superior.

## História
Numerosos fósseis, incluindo espécimes de Gobioolithus, foram descobertos e coletados durante expedições polaco-mongóis no deserto de Gobi entre 1963 e 1971 e por expedições soviético-mongóis entre 1969 e 1996. Esses fósseis foram levados ao Instituto de Paleobiologia da Academia de Ciências da Polônia em Varsóvia e ao Instituto Paleontológico da Academia Russa de Ciências em Moscou. Ovos agora classificados como Gobioolithus foram analisados pela primeira vez em 1981 pelo paleontólogo polonês Andrzej Elżanowski [en], que descreveu vários embriões de aves bem desenvolvidos em alguns dos ovos fósseis armazenados em Varsóvia. Ele os identificou como mais semelhantes a Gobipteryx minuta [en], levando os cientistas a chamá-los de "ovos de Gobipteryx".
Em 1991, o paleontólogo russo Konstantin Mikhailov introduziu o sistema parataxonômico moderno para classificar ovos fósseis. Embora não tenha dado um nome formal aos ovos de "Gobipteryx" nesse sistema, ele os atribuiu ao morfotipo prismático no tipo básico ornitóide, considerando que eram ovos de paleognatas voadores, mas provavelmente não de Gobipteryx (então considerado um paleognata). No mesmo ano, o paleontólogo polonês Karol Sabath [en] revisou toda a coleção de ovos fósseis das expedições polonesas, incluindo os ovos ainda não nomeados de Gobioolithus. Seguindo Elżanowski, ele os referiu a Gobipteryx, embora de forma provisória, devido a estudos em andamento sobre ovos semelhantes das expedições soviéticas que levantavam dúvidas sobre essa classificação.
Em 1994, Mikhailov, trabalhando com Sabath e Kurzanov, dividiu os ovos mongóis de "Gobipteryx" em dois grupos informais: G1, contendo os ovos menores (incluindo os com embriões descritos por Elżanowski), e G2, para os ovos maiores. Dois anos depois, Mikhailov classificou esses ovos parataxonomicamente como uma nova oofamília, Gobioolithidae, contendo o único oogênero Gobioolithus, com duas ooespécies: G. minor e G. major, correspondendo a G1 e G2, respectivamente. Em 2013, Kurochkin [en], Chatterjee [en] e Mikhailov descreveram um novo gênero e espécie de ave, Gobipipus [en] reshetovi, com base nos embriões de ovos de Gobioolithus, classificando Gobipipus como pertencente ao grupo Enantiornithes. Em 2015, alguns dos ovos maiores anteriormente atribuídos a G. major foram reclassificados em um novo oogênero e ooespécie, Styloolithus [en] sabathi.